# ديفيد غاي
ديفيد غاي (2 أبريل 1920 في المملكة المتحدة - 10 يوليو 2010 في نيوزيلندا) (بالإنجليزية: David Gay)‏ هو عسكري ولاعب كريكت بريطاني وبريطاني (وحمل سابقاً جنسية المملكة المتحدة لبريطانيا العظمى وأيرلندا). لعب مع نادي مقاطعة ساسكس للكركيت ‏.

## وصلات خارجية
- ديفيد غاي على موقع إي آس بي آن كريك إنفو (الإنجليزية)